# Natalia Tena
Natalia Gastiain Tena, född 1 november 1984 i Surrey, är en engelsk skådespelare.
Tena debuterade i filmen Om en pojke (2002), men har senare främst blivit känd för rollen som Nymphadora Tonks i filmerna Harry Potter och Fenixorden, Harry Potter och Halvblodsprinsen och Harry Potter och dödsrelikerna.

## Liv och karriär
Tena föddes i Surrey, dotter till spanska föräldrarna María, en sekreterare och Jesus, en snickare. Hon talar flytande spanska.
Tena gjorde sin professionella debut som Ellie i Om en pojke (2002), och började skådespela på heltid 2003. Hon har spelat huvudroller i scenversionerna av Gone To Earth 2004 och Nights at the Cirkus 2006.
Hon dök upp i filmen Harry Potter och Fenixorden som Nymphadora Tonks, en roll hon repriserade i dess uppföljare Harry Potter och Halvblodsprinsen, och Harry Potter och dödsrelikerna. Hon hävdar att valet att komma på audition för rollen var ett infall snarare än ett genomtänkt beslut, en roll som hon trodde var en liten bakgrundsroll istället för en relativt stor roll. Efter att ha druckit ett glas rött vin strax innan audition, snubblade hon över ett bord och en stol vid ankomsten och gav ett intryck av att vara klumpig, ett av Tonks framstående karaktärsdrag. 
Hon var värd för en bakom kulisserna-featurette med titeln "Trailing Tonks" för den efterföljande DVD och Blu-ray utgåvan, och krediteras som producent och regissör av featurette, där hon även framför en julinspirerad blueslåt på gitarr som hon skrev när hon arbetade som gatumusikant i Londons tunnelbana.
Hon är även sångaren i bandet Molotov Jukebox.
Hon har även medverkat i filmer som: Afterlife, Womb, You Instead - där hon är en av huvudrollerna och i Bel Ami tillsammans med Robert Pattinson. I TV-serien Game of Thrones spelar hon Osha, ur det fria fria folket, och är med i 16 avsnitt över fyra säsonger (2011–2013 och 2016).